# Foshallasite
La foshallasite è un minerale non considerato valido dall'IMA dal 2006 perché i dati, risalenti al 1936, sono inadeguati a definire una specie di minerale.